# Левене, Рикардо
Рикардо Левене (исп. Ricardo Levene; 7 февраля 1885 года, Буэнос-Айрес — 13 марта 1959 года, Буэнос-Айрес) — аргентинский историк и правовед. Президент Национальной академии истории Аргентины (1927—1931, 1934—1953, 1955—1959).

## Биография
Родился 7 февраля 1885 года в Буэнос-Айресе в еврейской семье.
В 1901 году окончил Национальный колледж Буэнос-Айреса, в 1906 году— факультет права и социальных наук Университета Буэнос-Айреса, где получил степень доктора права. По окончании университета активно занимался преподавательской деятельностью. В 1920—1923 и 1926—1930 годах был деканом факультета гуманитарных наук Национального университета Ла-Платы, в 1930—1931 и 1932—1935 годах был президентом университета.
Во время «бесславного десятилетия» (1930—1943) находился в хороших отношениях с правительством, особо тесные отношения сложились у него с президентом Агустином Педро Хусто. По поручению Хусто организовал Национальную комиссию музеев, памятников и исторических мест, став затем её первым председателем. После прихода к власти Хуана Перона стал убеждённым противником перонистского режима. В 1953 году был вынужден оставить научную деятельность в Аргентине и эмигрировать в Чили. Поддержал военный переворот 1955 года, свергнувший Перона, после переворота вернулся на родину.
Сферой научных интересов Левене была история Аргентины и других стран Латинской Америки. На основе документальных и библиографических изысканий он стремился воссоздать целостную картину прошлого своей родной страны. В 1936—1950 годах им была издана 10-томная «История аргентинской нации» («Historia de la nación Argentina»). Также Левене стал первым историком, обратившимся к изучению экономических и правовых аспектов Войны за независимость испанских колоний в Америке. В качестве руководителя проекта «История Америки» он способствовал началу сравнительных исследований истории стран Латинской Америки. В 1937 году организовал в Буэнос-Айресе Второй Международный конгресс истории Америки и стал его председателем.
Параллельно с научной и педагогической деятельностью Рикардо Левене возглавлял целый ряд научных учреждений. Председатель Национальной комиссии музеев, памятников и исторических мест (1939—1946). Основатель и почётный директор Исторического архива провинции Буэнос-Айрес (с 1926). В 1916 году стал членом Общества аргентинской и американской истории и нумизматики (с 1938 года — Национальная академия истории Аргентины). В 1927—1931 годах был президентом этой организации, с 1934 года до конца жизни вновь занимал пост президента (во время чилийского изгнания фактически не исполнял обязанности, но его преемник избран не был). Член Королевской академии истории Испании (1920).
Умер 13 марта 1959 года в Буэнос-Айресе.

## Семья
Сын — также Рикардо Левене (1914—2000), аргентинский юрист, член Верховного суда Аргентины (1973—1976, 1990—1995).

## Сочинения
- Los orígenes de la democracia argentina (1911)
- Causas criminales sobre intentada independencia en el Plata; 1805-1809 (1917)
- Ensayo histórico sobre la Revolución de Mayo y Mariano Moreno (1921)
- Introducción a la Historia del Derecho Indiano (1924)
- La anarquía de 1820 en Buenos Aires desde el punto de vista institucional (1932)
- Ideas sociales directrices de Joaquín V. González (1935)
- Síntesis sobre la Revolución de Mayo (1935)
- Historia de la Nación Argentina; desde los orígenes hasta la organización definitiva en 1862 (1936-1950)
- Significación histórica de Mariano Moreno (1937)
- El fundador de la biblioteca pública de Buenos Aires (1938)
- La fundación de la Universidad de Buenos Aires (1940)
- Las Provincias Unidas del Sud en 1811: consecuencias inmediatas de la Revolución de Mayo (1940)
- La Academia de Jurisprudencia y la vida de su fundador Manuel Antonio Castro (1941)
- Historia de la provincia de Buenos Aires y formación de sus pueblos (1941-1942)
- La cultura histórica y el sentimiento de la nacionalidad (1942)
- Derecho procesal penal (1945)
- Historia del derecho argentino (1945)
- La realidad histórica y social argentina vista por Juan Agustín García (1945)
- Vida y escritos de Victorián de Villava (1946)
- Celebridades argentinas y americanas (1947)
- Las ideas históricas de Mitre (1948)
- En el tercer centenario de "Política indiana" de Juan de Solórzano Pereira (1948)
- Las ideas políticas y sociales de Mariano Moreno (1948)
- Antecedentes históricos sobre la enseñanza de la jurisprudencia y de la historia del derecho patrio en la Argentina (1949)
- Documentos del Congreso General Constituyente de 1824-1827 (1949)
- El genio político de San Martín (1950)
- El proceso histórico de Lavalle a Rosas (1950)
- Las Indias no eran colonias (1951)
- Contribución a la historia del Tribunal de Recursos Extraordinarios (1952)
- Investigaciones acerca de la historia económica del Virreinato del Plata (1952)
- El mundo de las ideas y la revolución hispanoamericana de 1810 (1956)
- Historia argentina contemporánea, 1862-1930 (1963)